# جی‌ئی هوندا
جی‌ئی هوندا (انگلیسی: GE Honda) شرکت هوافضای آمریکایی است، که در سال ۲۰۰۴ توسط شرکت‌های جی‌ای اروسپیس و هوندا تأسیس شد.